# Rango (Einheit)
Rango war ein italienisches Längenmaß in Nizza (Verwaltung Italien).
- 1 Rango = 4,716000 Meter

Die Maßkette war
- 1 Rango = 1 ½ Trabucco = 2 ¼ Canna = 18 Palmo = 216 Pollice = 2592 Linea[1]